# Robert Wilson Gibbes
Pour les articles homonymes, voir Robert Wilson, Wilson et Gibbes.
 (décembre 2018).
Si vous disposez d'ouvrages ou d'articles de référence ou si vous connaissez des sites web de qualité traitant du thème abordé ici, merci de compléter l'article en donnant les références utiles à sa vérifiabilité et en les liant à la section « Notes et références ».
Robert Wilson Gibbes (Charleston, Caroline du Sud, 8 juillet 1809 - Columbia, 15 octobre 1866) est un naturaliste et médecin américain.

## Biographie
Gibbes est né à Charleston en 1809. Son père, avocat, s'appelait William Hasell Gibbes et sa mère Mary Wilson. En 1827 il fut diplômé de l'Université de Caroline du Sud et devint par la suite professeur assistant de géologie et de chimie.
Durant les étés de 1827 et 1828 il étudia la médecine à Philadelphie, pour s'inscrire ensuite au Collège médical de l'État de Caroline du Sud, où il obtint son doctorat de médecine en 1830. Après avoir démissionné de son poste à l'Université de Caroline du Sud en 1934, Gibbes emménagea à Columbia et ouvrit une consultation médicale où il travailla durant le reste de sa vie. En 1827 il se maria avec Caroline Guignard, avec qui il a eu douze enfants.
Il avait un grand intérêt pour l'histoire naturelle. Il collectionnait les espèces d'oiseaux, les coquilles de mollusques et les minéraux. Il était spécialement intéressé par les fossiles de vertébrés et il s'est intéressé à la paléontologie pour laquelle il a donné ses contributions les plus durables. Parmi ses études remarquables figure la « Description de la dent d'un nouveau fossile animal trouvé dans les sables verts de Caroline du Sud », publié en 1845 dans les Actes de l'Académie de sciences naturelles de Philadelphie. Gibbes a décrit et a nommé le Dorudon serratus, une espèce d'archéocète, une baleine primitive méconnue jusqu'alors.
Durant les 6 années suivantes il a publié des articles sur des fossiles de dents de requin et sur les espèces éteintes de Mosasauridae et de Cetacea. Il a aussi contribué aux travaux de l'Association américaine pour le développement de la science, une des nombreuses organisations scientifiques dont il était membre. En 1849 il a publié La Terre présente, les restes d'un ancien monde, livre dans lequel il évalue que la Terre serait des millions d'années plus ancienne que ce que l'on croyait traditionnellement. Il insista sur le fait que ceci pouvait être facilement conciliable avec l'histoire biblique de la création, en permettant ainsi de rendre compte de l'âge ancien des fossiles sans remettre en question la validité du Livre de la Genèse. Il a publié sa dernière œuvre scientifique en 1850.
Gibbes fut un grand amateur d'art. Il était détenteur d'une impressionnante collection d’œuvres. En 1846 il a complété La Mémoire de James de Veaux, de Charleston, S.C., biographie d'un artiste. Il s'est aussi intéressé à l'histoire de l'Amérique et, en 1853, a publié Histoire documentaire de la Révolution américaine.
Durant la majeure partie de sa carrière, Gibbes rédige des articles pour la Société agricole de l'État de Caroline du Sud et pour l'Association médicale de Caroline du Sud. Il a été impliqué dans les sujets culturels et civiques de Columbia et il fut maire de la ville à deux occasions. En 1852 il a acquis le quotidien The Daily South Carolinian et en fut l'éditeur de 1852 à 1858.
Pendant la Guerre civile américaine, il fut chirurgien général de Caroline du Sud, il s'est de plus efforcé d'améliorer les capacités médicales de la Confédération. Malheureusement, lorsque les troupes de l'Union ont occupé le territoire en février de 1865, ils ont détruit sa maison et ses collections. Gibbes est mort à Columbia le 15 octobre 1866.